# Ivan Malinowski
Ivan Malinowski född 18 februari 1926, död 5 oktober 1989, var en dansk diktare och översättare. Han är far till dramatikern Nina Malinovski.

## Biografi
Malinowski är känd för att skriva politiska dikter och essäer i en modernistisk tradition. Vad gäller översättningarna så rör det sig mest om ryska verk av bland andra Anton Tjechov. Hans dikt, Myggesang från samlingen Galgenfrist 1958 är medtagen i Danmarks kulturkanon.
Han föddes som Ivan Malinovski, (1980 skiftade han ut 'v' i sitt efternamn mot 'w'). Han är son till bildhuggaren Arno Malinowski. Under andra världskriget flydde familjen till Sverige, där Ivan 1945 studerade på Den danska skolan i Göteborg.
1949 gifte han sig med Ruth Somer. Han debuterade samma år i bokform med diktsamlingen Ting. Första prosautgåvan var novellsamlingen Vejen från 1954.